# Atholl Palace Hotel

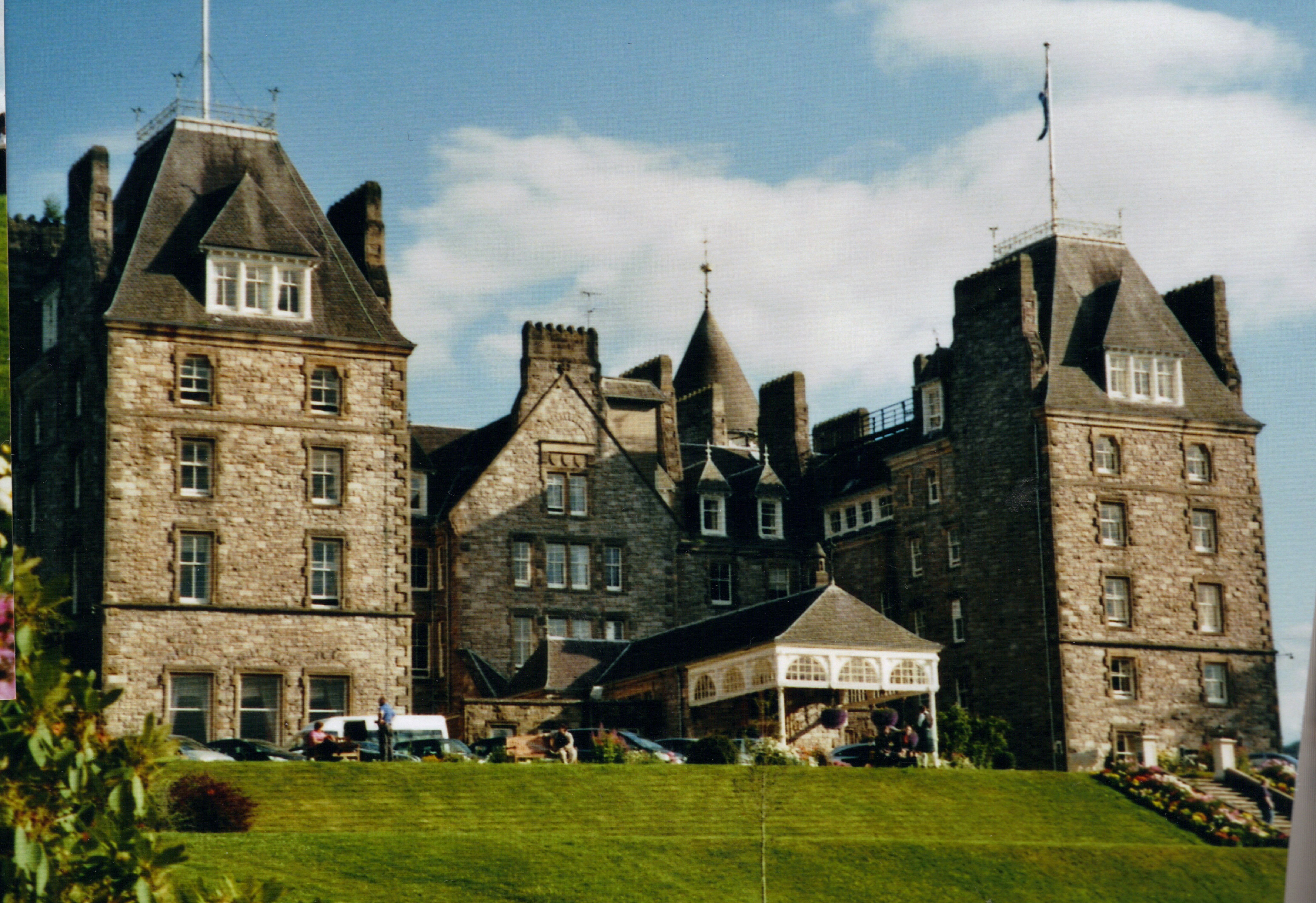
Das Atholl Palace Hotel

Das Atholl Palace Hotel in Pitlochry ist ein Palasthotel in den schottischen Highlands.

## Geschichte
Die touristische Erschließung der Gegend um Pitlochry erfolgte mit dem Bau der Eisenbahn im Jahr 1863. Nach Gründung der Athole Hydropathic Society im Jahr 1873 wurde 1874–1878 der palastartige Hotelbau in dominierender Lage errichtet. Architekt war Andrew Heiton. Das Unternehmen war zunächst als Wasserkuranstalt konzipiert. Die Orientierung auf länger verbleibende Kurgäste und Hydrotherapie erwies sich jedoch nicht als erfolgreich. Die Gesellschaft geriet in Schwierigkeiten, der Unternehmer William Macdonald übernahm das Haus 1886 zu einem Viertel der ursprünglichen Baukosten und führte das Hotel bis 1909 erfolgreich als Tourismushotel. MacDonald ruinierte sich jedoch letztlich durch eine gewagte Finanzspekulation mit französischen Werten.
In den nächsten Jahrzehnten trat eine ruhige Entwicklung ein, unterbrochen durch die zwei Weltkriege, in denen das Hotel als Ausweichquartier für kriegsbedingt abgesiedelte Internatsschulen diente. 1960 spielte das Nobelhotel beim Besuch von Königin Elisabeth II. in Pitlochry eine besondere Rolle. Die zunehmend problematische Situation der alten Palasthotels zeigte sich allerdings auch beim Atholl Palace Hotel, der exklusive Charakter des Hauses konnte nicht immer gehalten werden, statt der Individualreisenden aus der Oberschicht kamen nun auch Gruppenreisende als Besucher. Es kam 1971, 1973, 1976, 1996, zuletzt 2001 zu  Besitzerwechseln  und Modernisierungsversuchen mit Anlegung eines Hubschrauberlandeplatzes. Nach wie vor gilt aber das weithin sichtbare Haus als Wahrzeichen der Gegend und diente auch als Sitzungsort der schottischen Regionalregierung. Im Souterrain ist ein kleines Tourismusmuseum eingerichtet.
Das Gebäude steht seit 1971 als Kategorie-B-Bauwerk unter Denkmalschutz.